# سد بخمه
سد بخمه (به کردی: بەنداوی بێخمە و به عربی: سد بخمة) یک سد و نیروگاه برقابی در عراق است که در استان اربیل واقع شده‌است. ساخت این سد به دلایل مختلف ناتمام مانده است.